# Live in Phoenix
Live In Phoenix – album koncertowy punkowego zespołu Fall Out Boy, został wydany 1 kwietnia 2008 roku, jest to płyta koncertowa zespołu, na której znajdują się znane już utwory oraz cover utworu Michaela Jacksona, „Beat It”.

## Lista utworów
1. "Thriller" – 5:04
2. "Grand Theft Autumn" – 3:15
3. "Sugar We're Going Down" – 3:37
4. "Our Lawyer Made Us Change The Name Of This Song So We Wouldn" – 3:01
5. "Hum Hallelujah" – 3:59
6. "Tell That Mick He Just Made My List (of things to do today" – 3:31
7. "I'm Like A Lawyer With The Way I'm Always Trying To Get You (ME & YOU)" – 3:30
8. "A Little Less Sixteen Candles, a Little More Touch Me" – 2:49
9. "Beat It" – 3:50 (cover Michaela Jacksona)
10. "Golden" – 2:29
11. "This Ain't A Scene, It's An Arms Race" – 3:45
12. "Thnks Fr Th Mmrs" – 3:28
13. "The take Over, The Breaks Over" – 3:40
14. "Dance, Dance" – 3:09
15. "Saturday" – 3:54

## Muzycy
- Patrick Stump – śpiew, gitara, kompozycja utworów
- Peter Wentz – gitara basowa, śpiew towarzyszący, autor tekstów
- Joe Trohman – gitara
- Andy Hurley – perkusja